# Lisbon (Connecticut)
Lisbon város az USA Connecticut államában, New London megyében. Lakosainak száma 4195 fő (2020. április 1.).

## Népesség
A település népességének változása:

| 2010 | 4 338 |
| 2020 | 4 195 |